# 柳内啓司
柳内 啓司（やなぎうち けいじ、1980年（昭和55年） - ）は、日本のメディア・プロデューサー。株式会社ヒーロー代表取締役、株式会社ビジネスライフ代表取締役。

## 略歴
- 2003年4月、株式会社サイバーエージェントにて、アルバイトとしてウェブ広告の制作やデータ分析業務に従事。[1]
- 2005年4月、株式会社TBSテレビに入社。入社後は番組制作部門に配属され、照明・VE（ビデオエンジニア）として、バラエティやドラマ、スポーツ番組の制作に携わる。照明ディレクターとして明石家さんちゃんねる、ドッカ〜ン!、ヤレデキ!世界大挑戦、むちゃぶり!を担当。
- 2008年、社内ベンチャー制度に応募をし、株式会社TBSテレビが出資した株式会社GOOMOに出向。ネット動画の制作やメディア運営に従事。
- 2010年、情報システム局へ異動。社内の業務システムやオンエア向けのITシステム構築を担当。最先端IT情報SHOW 革命×テレビのシステムを担当。
- 2012年、編成局コンテンツ戦略部へ異動。インターネットを絡めた番組企画や宣伝施策を担当[2]
- 2017年1月、株式会社ヒーロー及び株式会社ビジネスライフ代表取締役社長に就任[1]。

## 著書
- 『人生が変わる二枚目の名刺』（クロスメディア・パブリッシング 2013/1/17）ISBN 978-4844371991
- 『「ご指名社員」の仕事術 〜「気がきく」「ギブ型」戦略で”声がかかる人”になる〜』（小学館 2014/2/25）ISBN 978-4093883399